# Pyrgus malvoides
Pyrgus malvoides là một loài bướm ngày thuộc họ Hesperiidae. Nó là loài phân bố từ miền trung Pháp, miền nam Thụy Sĩ và Áo, phía nam Tây Ban Nha, Bồ Đào Nha và Ý. Được tìm thấy lên đến độ cao 2.500 mét.Sải cánh dài 24–26 mm, con cái hơi to hơn con đực. Con ấu trùng ăn Potentilla, Agrimonie và Fragaria nhưng chủ yếu là Potentilla erecta.

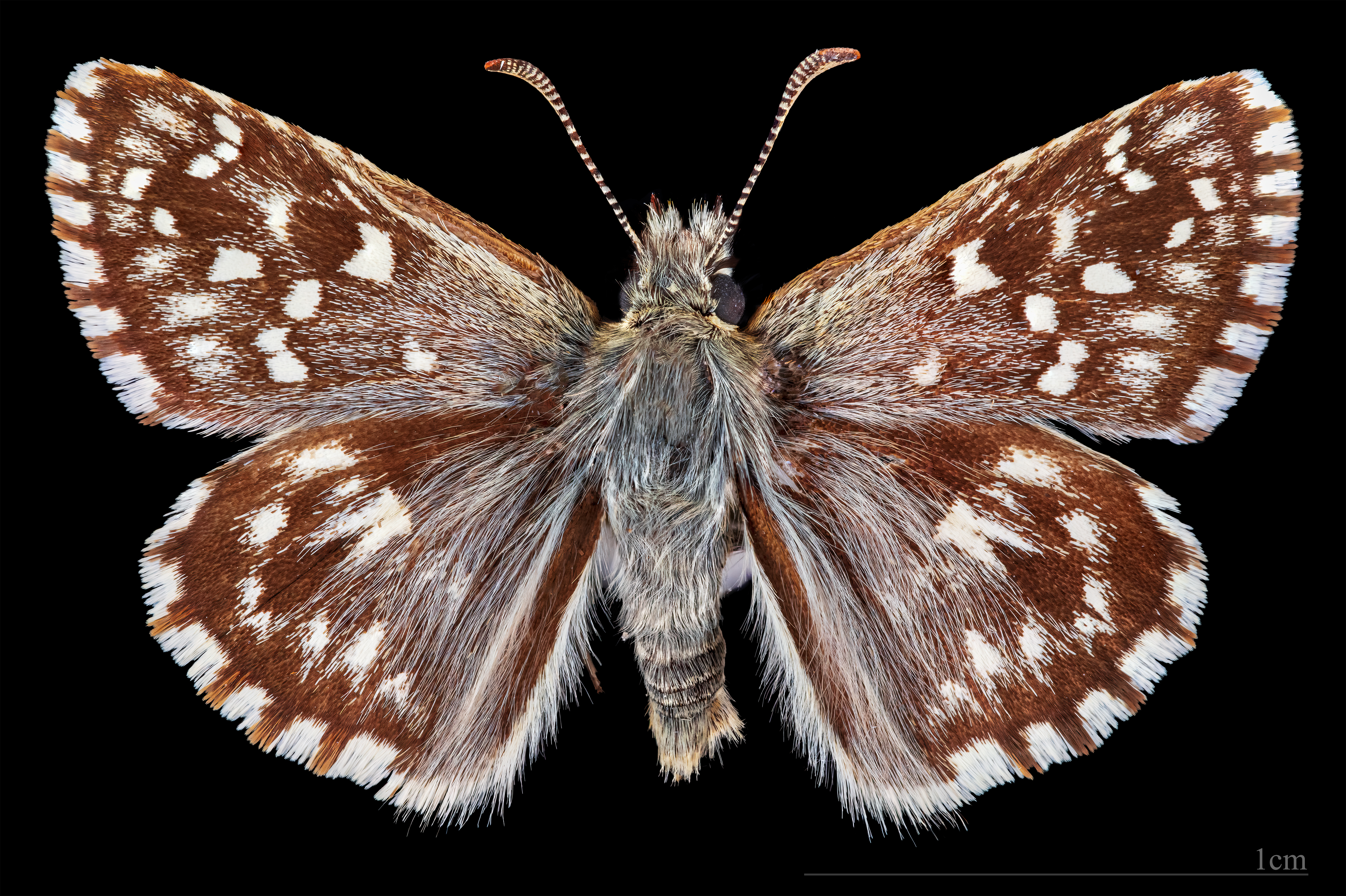
Pyrgus malvoide ♂
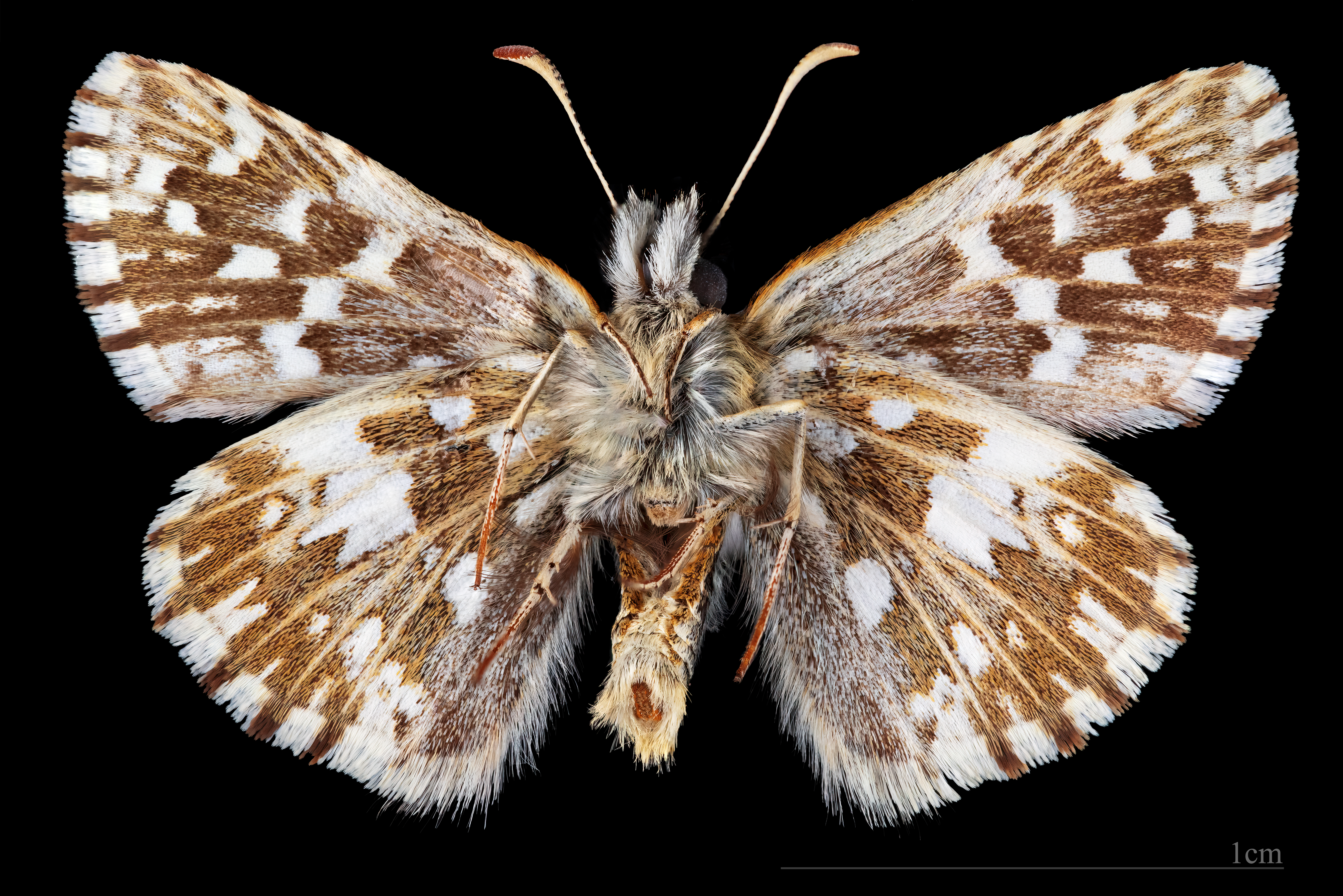
Pyrgus malvoide ♂  △